# Life of flowers
Life of flowers osmi je studijski album hrvatskog jazz pijaniste i skladatelja Matije Dedića. Album je 2008. godine objavila diskografska kuća Dallas Records.

## O albumu
Life of flowers sadrži 19 skladbi u jazz pop atmosferi koje je Matija snimio s brojnim gostima različitog glazbenog izričaja, a neki od njih su Gibonni, Massimo Savić, Oliver Dragojević, Gabi Novak, Ivana Husar, Maja Vučić, Kristijan Beluhan, Arsen Dedić i drugi. Album je nazvan po zbirci poezije hrvatske skladateljice Dore Pejačević, "Život cvijeća".
Album otvara skladba "Lush life" koju Matija izvodi zajedno s Massimom na vokalu. Nakon uvodne skladbe slijedi niz odlične suradnje s ponajboljim hrvatskim vokalima. Album sadrži i osobne Matijine kompozicije, "Marina" koja je posvećena njegovoj supruzi te "Lu", posvećena njegovoj kćeri, a dvije su obrade skladbi Dore Pejačević.

## Popis pjesama
| Br. | Skladba                    | Autor | Trajanje |
| --- | -------------------------- | ----- | -------- |
| 1.  | »Lush life«                |       | 6:17     |
| 2.  | »U registraturi«           |       | 2:34     |
| 3.  | »Spring«                   |       | 8:40     |
| 4.  | »My one and only love«     |       | 5:16     |
| 5.  | »I'm sorry«                |       | 7:08     |
| 6.  | »Tempera«                  |       | 6:04     |
| 7.  | »Last exit«                |       | 5:06     |
| 8.  | »Violet«                   |       | 2:17     |
| 9.  | »Red carnations«           |       | 6:14     |
| 10. | »Marina«                   |       | 1:36     |
| 11. | »Opening«                  |       | 2:16     |
| 12. | »Impressium«               |       | 1:16     |
| 13. | »Laura«                    |       | 3:16     |
| 14. | »Mourning song«            |       | 2:03     |
| 15. | »Kad u te nestane mi vire« |       | 4:56     |
| 16. | »Impossible life«          |       | 3:56     |
| 17. | »Years go by«              |       | 4:25     |
| 18. | »Pijanista«                |       | 3:56     |
| 19. | »Lu«                       |       | 2:12     |